# Alcaldía de Managua
La Alcaldía de Managua es el organismo autónomo de gobierno municipal que administra los servicios públicos, planificación urbana, infraestructura, medio ambiente, transporte y desarrollo económico del Municipio de Managua, capital de Nicaragua.

## Historia
La institución tiene sus orígenes en el cabildo establecido en 1819, durante el período colonial español. Posteriormente, en 1852, cuando Managua fue designada capital nacional, su administración se transformó en gobierno municipal. Tras el terremoto de 1972, asumió un rol central en la reconstrucción urbana.

## Funciones
Las principales competencias de la Alcaldía están establecidas en la Ley de Municipios de Nicaragua e incluyen:
- Planificación territorial y urbana
- Gestión de desechos y limpieza pública
- Mantenimiento vial y obras públicas
- Administración de mercados y transporte local
- Promoción cultural y comunitaria
- Regulación de construcciones y uso del suelo

También impulsa grandes proyectos como la Pista Juan Pablo II y el Sistema de Bus de Tránsito Rápido de Managua.

## Organización
La Alcaldía de Managua, como organismo autónomo del gobierno municipal, tiene bajo su estructura tanto direcciones internas como entes descentralizados. Entre las principales dependencias destacan:

### Entes descentralizados
- Corporación Municipal de Mercados de Managua (COMMEMA) – Administra y regula los mercados municipales como Oriental, Mayoreo, Roberto Huembes, entre otros.[6]
- Instituto Regulador del Transporte del Municipio de Managua (IRTRAMMA) – Regula el transporte público urbano, concesiones, rutas y frecuencia.[7]

### Direcciones internas (sedeCentro Cívico Camilo Ortega)
Ubicadas en el complejo administrativo del Centro Cívico Camilo Ortega, las principales unidades internas incluyen:
- Despacho del Alcalde de Managua y Vicealcaldía
- Consejo Municipal de Managua
- Dirección de Infraestructura de Managua
- Dirección de Urbanismo de Managua
- Dirección de Medio Ambiente de Managua
- Dirección General de Recaudación Municipal de Managua
- Secretaría del Concejo Municipal de Managua
- IRTRAMMA (en instalaciones anexas)

### Otras direcciones técnicas destacadas
La estructura municipal se complementa con direcciones operativas que ejecutan funciones específicas:
- Dirección de Servicios Municipales y Residuos de Managua
- Dirección de Espacios Públicos y Vialidad de Managua
- Dirección de Cultura y Promoción Comunitaria de Managua
- Dirección de Asuntos Jurídicos de Managua
- Dirección de Género, Mujer y Familia de Managua
- Unidad de Auditoría Interna de Managua
- Dirección de Adquisiciones y Contrataciones Municipales
- Dirección de Talento Humano Municipal

Muchas de estas áreas están alineadas al modelo publicado en el Manual de Organización y Funciones aprobado por la Comisión de Carrera Administrativa Municipal.

## Dependencias destacadas
Algunas de sus principales direcciones y entes descentralizados son:
- IRTRAMMA – Transporte municipal
- Dirección de Infraestructura
- Dirección de Medio Ambiente
- Dirección General de Recaudación
- Delegaciones distritales (I al VII)[9]

## Proyectos emblemáticos
- Ampliación de la Pista Juan Pablo II
- Sistema de Bus de Tránsito Rápido de Managua
- Renovación del Puerto Salvador Allende
- Rehabilitación de cauces, calles y espacios públicos**[10]

## Controversias
Durante los últimos años, la Alcaldía ha sido objeto de críticas relacionadas con la transparencia presupuestaria, la falta de acceso público a datos financieros y la centralización de decisiones políticas en el partido gobernante.